# Magda Hain
Magda Hain (auf Schallplattenlabeln auch Magda Hein) (* 19. Dezember 1920 in Gleiwitz (Schlesien); † 13. März 1998 in Regensburg) war eine deutsche Schlagersängerin.

## Leben
Hain war seit 1941 bei Siemens in Berlin als Stenotypistin angestellt. 1942 wurde sie bei einer gesellschaftlichen Zusammenkunft der Firma von dem Komponisten Gerhard Winkler als Sängerin entdeckt, als sie mit der anwesenden Kapelle ein paar Strophen eines Liedes sang. Auf seinen Wunsch hin sang sie am nächsten Tag vor ihm und dem Texter Ralph Maria Siegel. Ihr Gesang überzeugte, und Winkler fand mit ihr nach langer Suche einen Sopran für sein Lied Komm Casanova, komm.
Ihr Erfolg machte es möglich, dass sie 1943 ihre Stellung bei Siemens aufgeben und sich ganz auf ihre Karriere als Sängerin konzentrieren konnte. Sie war 1943 die Erstinterpretin des Liedes Capri-Fischer, das 1949 durch Rudi Schuricke bekannt wurde, mit dem Hain Titel wie Endlich allein und Immer und ewig im Duett sang. Ihren größten Erfolg hatte die Sängerin mit der Koloratursopranstimme durch das Lied Möwe, du fliegst in die Heimat. Hain stand 1944 in der Gottbegnadeten-Liste des Reichsministeriums für Volksaufklärung und Propaganda.
In der 1949 erstellten deutschen Synchronfassung des amerikanischen Zeichentrickfilms Gullivers Reisen aus dem Jahre 1939 ist Magda Hain die deutsche Synchronstimme der Prinzessin Gloria, deren Lieder im Original von Jessica Dragonette gesungen wurden. Sie singt hier gemeinsam mit dem Opernsänger Franz Klarwein u. a. das Duett Glaub mir für immer, das eine Oscar-Nominierung als bester Song erhielt.
Sie war ab 1946 mit dem Lehrer Gerhard Pollmann verheiratet und hatte zwei Söhne.

## Diskografie (Auswahl)
- 1942: Die Vöglein im Prater
- 1943: Alt-Berliner Kremserfahrt
- 1943: Capri-Fischer
- 1943: Möwe, du fliegst in die Heimat[3]
- 1943: Komm, Casanova, küß mich
- 1943: Eine Geige spielt leise von Liebe (mit Rudi Schuricke)
- 1943: Großmütterlein
- 1943: Lied der Lerche
- 1944: Am Himmel zieh’n die Wolken in die Ferne
- 1944: Hörst du das Lied der Liebe (mit Herbert Ernst Groh)
- 1944: Melodie meiner Träume
- 1947: Wenn die Schwalben zieh’n (mit Rudi Schuricke)
- 1948: Ich schaue in mein Brünnelein
- 1948: Spiele, kleine Spieluhr